# Ornithogalum maculatum
Ornithogalum maculatum ist eine Pflanzenart der Gattung Ornithogalum in der Familie der Spargelgewächse (Asparagaceae). Das Artepitheton maculatum stammt aus dem Lateinischen und bedeutet ‚gefleckt‘.

## Beschreibung
Ornithogalum maculatum wächst mit einzelnen, flach unterirdischen, verkehrt kreiselförmigen Zwiebeln mit Durchmessern von bis zu 4 Zentimetern. Die weißen Zwiebelschuppen sind trocken graubraun. Die zwei bis drei, selten sind es fünf, aufrechten, linealischen, fadenförmigen bis flachen, glauken Laubblätter erscheinen mit den Blüten. Die Blattspreite ist 2,5 bis 15 Zentimeter lang und 0,5 bis 2 Zentimeter breit. Die Blattspitze ist zugespitzt oder selten ranking. 
Der aufrechte, bis zu achtblütige Blütenstand erreicht eine Länge von 7 bis 60 Zentimeter. Der Blütenschaft ist stielrund. Die eiförmig-zugespitzten Brakteen sind bis zu 7 Millimeter lang. Die Blüten stehen an bis zu 3 Zentimeter langen Blütenstielen. Die orangefarbene bis gelbe Blütenhülle ist sternförmig. Die elliptischen bis verkehrt eiförmigen Perigonblätter sind 10 bis 25 Millimeter lang und 5 bis 6 Millimeter breit. Die äußeren Perigonblätter sind zu ihrer Spitze hin schwarz gefleckt. Die Staubblätter sind 7 bis 8 Millimeter lang. Äußere Staubfäden sind pfriemlich, innere abgeflacht. Der 6 Millimeter lange Fruchtknoten ist länglich kugelförmig. Der Griffel ist 2 Millimeter lang.
Die ellipsoiden Früchte enthalten winzige Samen.

## Systematik und Verbreitung
Ornithogalum maculatum ist in den südafrikanischen Provinzen Nordkap und Westkap in der Sukkulenten-Karoo in flachgründigen Taschen in quarzitischem Sandstein verbreitet.
Die Erstbeschreibung durch Nikolaus Joseph von Jacquin wurde 1789 veröffentlicht
Synonyme sind Eliokarmos maculatus (Jacq.) Raf. (1837), Phaeocles maculata (Jacq.) Salisb. (1866, nom. inval.) und Eliokarmos neomaculatus Mart.-Azorín, M.B.Crespo & Juan (2011) sowie Ornithogalum rossouwii U.Müll.-Doblies & D.Müll.-Doblies (1996).

## Nachweise